# زبان داگبانی
زبان داگبانی، که داگبانه و داگبانلی هم خوانده می‌شود، زبانی از خانوادهٔ زبان‌های گور است و نسبت بسیاری نزدیک و دارای رابطهٔ فهم متقابل با زبان‌های ممپله و نانومبا، که در استان شمالی غنا بدان‌ها سخن‌گفته می‌شود، است.